# Jürgen Moll
Jürgen Moll (* 16. November 1939 in Karlsbad, Reichsgau Sudetenland; † 16. Dezember 1968 nahe Evendorf) war ein deutscher Fußballspieler.

## Karriere
Der in Karlsbad geborene Moll floh nach Kriegsende 1945 mit seinen Eltern aus der wiederentstandenen Tschechoslowakei nach Braunschweig. In der Jugend spielte er für den MTV Braunschweig und wechselte 1954 zu Leu Braunschweig, für den er in der Saison 1955/56 94 Tore und in der Saison 1956/57 45 Tore in der Schülermannschaft erzielte. Das Interesse von Vereinen im Seniorenbereich dadurch geweckt, wurde er 1957 von Eintracht Braunschweig für deren Amateurmannschaft verpflichtet.
Da er von Leu Braunschweig keine Freigabe erhielt, konnte Moll erst am 12. Januar 1958 sein Debüt in der Braunschweiger Amateurmannschaft bestreiten; bereits in diesem Spiel gelangen ihm zwei Tore. Im Juli 1958 unterschrieb er einen Lizenzspielervertrag mit der ersten Mannschaft. Ab der Saison 1958/59 spielte er für Eintracht Braunschweig in der Oberliga Nord, der seinerzeit höchsten deutschen Spielklasse.
Bereits 1958 war er an den Endrundenspielen um die deutsche Meisterschaft beteiligt. Zwischen 1963 und 1968 absolvierte er als Allroundspieler (in Abwehr, im Sturm und auf anderen Positionen) in der neu gegründeten Bundesliga für die Eintracht 162 Spiele und erzielte 28 Tore. Sein Debüt gab er am 24. August 1963 (1. Spieltag) beim 1:1-Unentschieden im Auswärtsspiel gegen den TSV 1860 München. Mit seinem ersten Bundesligator am 31. August 1963 (2. Spieltag) im Heimspiel gegen Preußen Münster, dem Treffer zum 1:0 in der 15. Minute, sorgte er für den ersten Bundesligasieg von Eintracht Braunschweig. Am Saisonende 1966/67 trug er mit 34 Punktspielen, in denen er fünf Tore erzielte, zur deutschen Meisterschaft, der bis heute einzigen des Vereins, bei. In der Meistersaison zählte er zu den Stammspielern und war zugleich Führungsspieler der erfolgreichen Mannschaft. Als amtierender Deutscher Meister nahm Moll mit seiner Mannschaft am Europapokal der Landesmeister 1967/68 teil und bestritt fünf internationale Vereinsspiele. Erst im Entscheidungsspiel gegen den italienischen Meister Juventus Turin – nachdem es in den beiden Viertelfinalspielen zu keiner Entscheidung ob der jeweils erzielten Ergebnisse gekommen war – schied er mit den Braunschweigern mit der 0:1-Niederlage aus dem Wettbewerb aus. Von 1958 bis 1968 bestritt er für die Braunschweiger 278 Punktspiele. Seine dabei erzielten 101 Tore bedeuten Platz 2 der ewigen vereinsinternen Bestenliste.

## Erfolge
- Deutscher Meister 1967

## Sonstiges
Nach bestandenem Abitur 1957 am Gymnasium Hoffmann-von-Fallersleben-Schule in Braunschweig absolvierte Moll eine Ausbildung zum Bankkaufmann. Danach begann er ein Studium der Volkswirtschaftslehre in Hamburg, welches er jedoch nicht abschloss.
Am 16. Dezember 1968 verunglückten er und seine Ehefrau, die Schauspielerin Sigrid Mollwitz, auf der Heimfahrt aus dem Urlaub tödlich. Sein Kraftfahrzeug war in der Nähe von Evendorf bei Schneeglätte von der Bundesautobahn 7 abgekommen. Zugunsten seiner beiden verwaisten Töchter wurden am 14. April 1969 vor 21.000 Zuschauern im Braunschweiger Eintracht-Stadion zwei Benefizspiele ausgetragen. Im ersten trat die Weltmeisterelf von 1954 (im einzigen Spiel nach 1954) gegen den BTSV an, im zweiten spielte eine kombinierte Mannschaft von Eintracht Braunschweig/Hannover 96 gegen eine Bundesliga-Auswahl.